# Gio Lippens
Gio Lippens (Hoensbroek, 10 juli 1958) is een Nederlands sportverslaggever. Hij was werkzaam op de radio en tv voor de NOS.
Hij is zoon van een ambtenaar en kleinzoon van een treinrangeerder. Vader zag weinig perspectief en ging studeren aan de Sociale Academie. Gio groeide op in Hoensbroek, Nieuweschans (Groningen) en vervolgens in de omgeving van Weert. Ook daarna kende hij voor wat betreft woonplaats geen rust; er volgden Drenthe, Groningen, Spanje als ook dertien jaar in Amsterdam. Sinds 2021 is hij woonachtig in Steenwijk. Het fietsen kwam al snel in zijn leven; zijn vader was wielrenliefhebber en zelf reed Gio criteriums en wedstrijden, maar zag (later) in dat hij op zijn best een goede knecht zou kunnen worden. Het alternatief was studeren, maar een studie rechten brak hij al snel af om zeilles te gaan geven in Spanje. Bij De Limburger vonden ze hem toen hij er solliciteerde nog te jong, maar Brabant Pers wilde hem wel als leerling van de net iets oudere Frans Lomans en Frans Thomèse.
Als atletiekverslaggever voor het Algemeen Dagblad was Lippens actief tijdens de Olympische Spelen 1988 in Seoul. Daarna was hij als commentator voor de NOS werkzaam bij de Zomerspelen van Barcelona (1992), Atlanta (1996), Sydney (2000), Athene (2004), Beijing (2008), Londen (2012) en Rio de Janeiro (2016) en bij de Winterspelen van Vancouver (2010) en PyeongChang (2018). Sinds 1989 is Lippens te horen bij NOS Langs de Lijn als commentator. Aanvankelijk als atletiekspecialist, vanaf 1993 ook bij het wielrennen. Op 4 februari 2024, na afloop van de wereldkampioenschappen veldrijden in Tsjechië, stopte hij als commentator wielrennen bij NOS Studio Sport, hij ging met pensioen.
Sinds 1993 was Lippens de vaste wielercommentator van Radio Tour de France, eerst als reporter achterop de motor en sinds 2008 als verslaggever aan de finish. In 2006 raakte hij er betrokken bij een motorongeluk toen zijn rijder (motard) op de afdaling van de Col de Soudet de macht over het stuur verloor; hij raakte wel gewond (snee bij de knie) maar kon verder. Als voorbeeld in de verslaggeving koos hij Jean Nelissen. In 2023 deed Gio Lippens voor het laatst verslag van Tour de France, aangezien hij in 2024 met pensioen ging.
In 2000 was hij één jaar hoofdredacteur bij Studio Sport, maar zag dat daar zijn kwaliteiten niet lagen.
Lippens is ook auteur van een aantal boeken. In 2009 verscheen een bundel wielercolumns onder de naam Een engel op een rotsblok. In 2012 debuteerde hij met een literaire roman, uitgegeven door Atlas Contact: Halverwege de heuvel over een wielrenner afkomstig uit de mijnen. In 2021 kwam Surplace uit, een wielerboek over het coronajaar 2020, dat hij samen met de Vlaamse televisiecommentator José De Cauwer schreef en dat werd uitgegeven door Volt in Amsterdam. In 2023 publiceerde hij Niet meer aan denken (relatie van vader met twee fietsende kinderen) en ook een biografie over Henk Benjamins.
In 2015 ontving Gio Lippens de Theo Koomen Award, de prijs voor het beste sportverslag van dat jaar. Hij beschreef daarin de heftige valpartij in de Tour de France op weg naar de Muur van Huy, waarbij onder anderen Tom Dumoulin en Fabian Cancellara waren betrokken. Een jaar later ontving hij de RadioFreak Award, waarmee hij werd onderscheiden als "beste radioverslaggever van 2016" in Nederland. 
Van 2015 tot en met 2019 was Lippens voorzitter van de stichting Nederlandse Sport Pers, de belangenvereniging van sportjournalisten en -fotografen in Nederland. Daarna werd hij gekozen tot bestuurslid van de Europese afdeling van de AIPS, de internationale organisatie van sportjournalisten en - fotografen.
- Gemeinsame Normdatei: 1024538885
- International Standard Name Identifier: 0000 0003 8030 6124
- Nederlandse Thesaurus van Auteursnamen: 334233097
- Virtual International Authority File: 258904809
- WorldCat: E39PBJptWTdxgXRW9cWmcCq84q